# Cinderella (Deutscher)

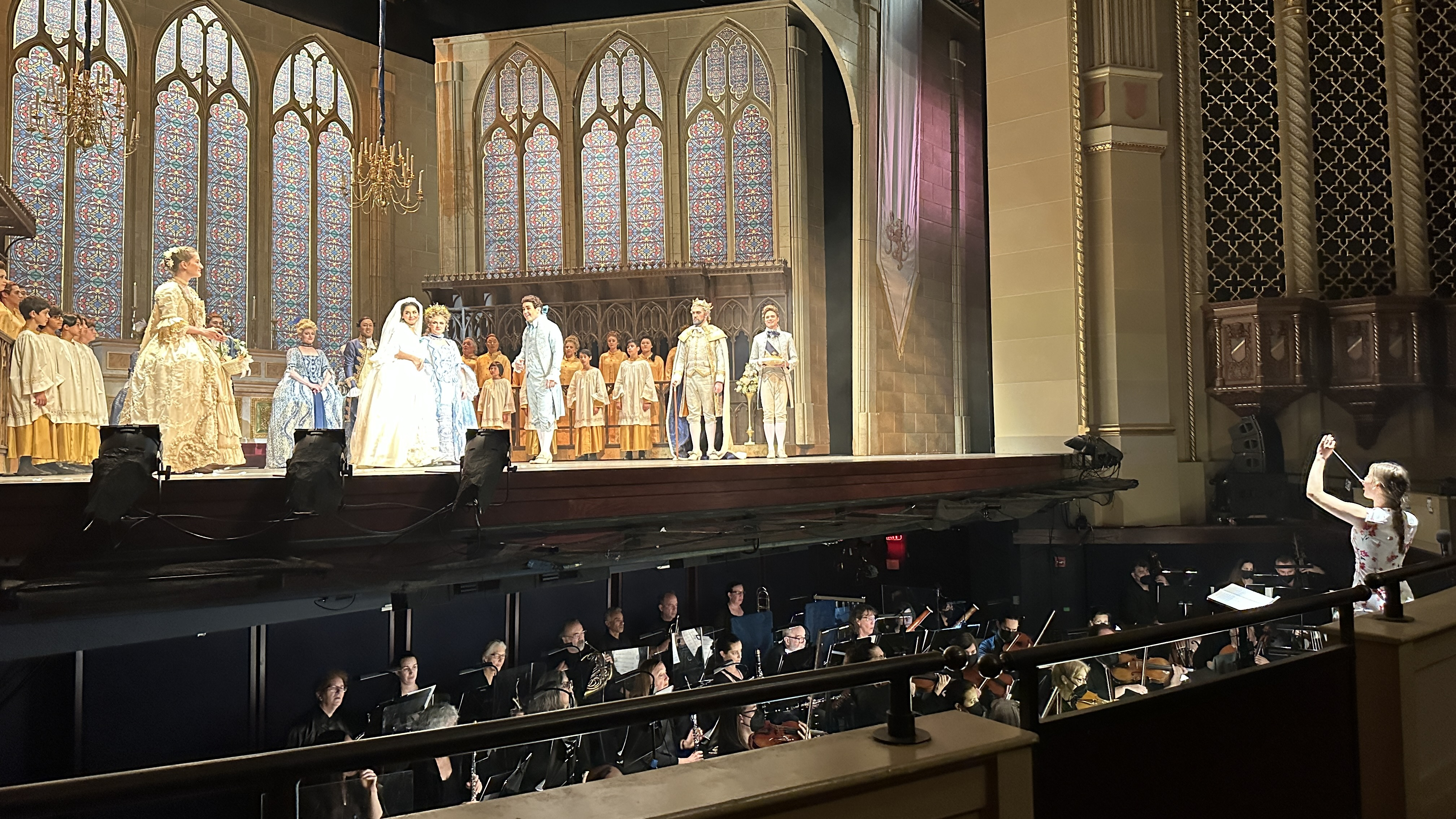
Alma Deutscher dirigiert im Jahr 2022 ihre Oper "Cinderella" im Opernhaus San José in Kalifornien.

Cinderella ist die zweite Oper von Alma Deutscher. Sie basiert auf dem Märchen Aschenputtel. Eine Kammerversion wurde 2015 in Israel uraufgeführt. Im darauffolgenden Jahr erweiterte Deutscher die Oper und orchestrierte sie für ein Ensemble von 20 Musikern. Diese Version wurde am 29. Dezember 2016 in deutscher Sprache im Casino Baumgarten in Wien unter der musikalischen Leitung des Dirigenten Vinicius Kattah uraufgeführt. Zubin Mehta übernahm die Schirmherrschaft der Produktion. Eine weiter ausgearbeitete Fassung der Oper mit großem Orchester, Chor und Ballet wurde 2017 in einer Produktion der Opera San José unter der Leitung von Jane Glover am California Theatre in San José (Kalifornien) in englischer Sprache aufgeführt.

## Handlung
Hinweis: Weil die Oper „Cinderella“ heißt, wird dieser Name hier für das deutsche „Aschenputtel“ benutzt. Dieser Abschnitt basiert auf der Dokumentation des San Jose’s California Theatre der Aufführung von 2017.
Es war einmal im Königreich Transsylvanien ein Mädchen namens Cinderella. Ihre Mutter starb früh, und sie wurde von ihrem liebevollen Vater, dem Besitzer eines kleinen Opernhauses am Rande der Hauptstadt Brasslichmei, großgezogen. Cinderella unterhielt ihren Vater oft, indem sie ihm die wunderschönen Melodien vorsang, die ihr in den Sinn kamen. Einige Jahre später heiratete ihr Vater erneut, eine alternde Primadonna mit zwei eigenen Töchtern, Griselda und Zibaldona. Als Cinderellas Vater starb, übernahm Cinderellas Stiefmutter das Opernhaus und alles änderte sich …

### Erster Akt
Es ist früher Morgen im Opernhaus. Cinderella war die ganze Nacht wach und kopierte Musik für die Orchesterprobe. Sie muss alle Orchesterstimmen zu Ende kopieren, sonst wird ihre Stiefmutter wütend. Nachdem Cinderella die ganze Nacht durchgearbeitet hat, kann sie sich nicht mehr auf den monotonen Kontrabass-Part konzentrieren und eine schöne Melodie springt ihr in den Kopf. Die Stiefschwestern spotten über Cinderella und die Stiefmutter schimpft mit ihr, weil sie die Arbeit nicht rechtzeitig beendet hat.
Im Palast macht sich der königliche Minister Sorgen um die angeschlagene Gesundheit des Königs und um den Prinzen, der kein Interesse an den Angelegenheiten des Reiches gezeigt hat und stattdessen seine Zeit damit verbringt, Gedichte zu schreiben. Der König ruft den Prinzen zu sich und sagt ihm, dass er heiraten und einen Erben zeugen muss, aber der Prinz will die wahre Liebe finden. Der Prinz stürmt davon. Der Minister schlägt dem König vor, einen Maskenball zu veranstalten, damit der Prinz seine Braut auswählen kann. Als Teil der Unterhaltung findet ein Gesangswettbewerb statt, um den Dichterprinzen aufzuheitern.
Der Prinz ist erregt in den Wald geflohen und will verzweifelt seinen Gedichtband wegwerfen, da trifft er auf eine arme alte Frau. Die alte Frau bittet ihn um Hilfe beim Anzünden eines Feuers. In hochmütiger Ungeduld bietet ihr der Prinz seinen Gedichtband als Anzündmaterial an. Als sie seine mit königlichen Insignien verzierte Schärpe sieht, ist sie gekränkt und entschuldigt sich für ihre Unverschämtheit, den Kronprinzen gestört zu haben. Ihre Entschuldigung erschüttert den Prinzen, der fest entschlossen ist, ein guter König zu werden und Menschen in Not zu helfen. Kurz darauf wandert Cinderella auf der Suche nach Brennholz in den Wald. Sie begegnet der alten Frau, die barfuß ist. Cinderella gibt der alten Frau sofort ihre eigenen zerschlissenen Schuhe. Die alte Frau verspricht, die Schuhe eines Tages zurückzugeben, und besteht darauf, Cinderella dafür den Gedichtband zu geben. Cinderella liest eines der Gedichte und lässt sich von den Worten inspirieren.
Der Minister trifft mit einer Einladung zum Ball und zum Gesangswettbewerb im Opernhaus ein. Doch statt der Einladung überreicht er der Stiefmutter fälschlicherweise das ärztliche Rezept für die Beschwerden des Königs. Die Stiefschwestern gehen davon aus, dass das Rezept ein vom Prinzen geschriebenes Gedicht sein muss, und kommen zu dem Schluss, dass sie es auf dem Ball singen sollen. Sie bewundern das königliche „Gedicht“ und versuchen, Musik dafür zu komponieren. Cinderella ist die einzige, die nicht von der Aussicht begeistert ist, einen Prinzen zu heiraten, der so dumme Worte schreiben kann. Stattdessen schlägt sie das Gedichtbuch auf, das ihr die alte Frau geschenkt hat, setzt sich hin und beginnt, eine Melodie zu dem Gedicht zu schreiben, das sie im Wald gelesen hat. Sie schläft mitten im Schreiben ein. Die Stiefmutter fragt sich, was sie tun kann, um ihrer Lieblingstochter Griselda zu helfen, eine gute Melodie für das Gedicht des Prinzen zu finden. Sie sieht Cinderella am Tisch schlafen und bemerkt die Musik, die Cinderella komponiert hat. Unwillkürlich ist sie von Cinderellas Talent und ihrer wunderschönen Melodie beeindruckt. Sie beschließt, die Melodie zu stehlen und Griselda sie im Wettbewerb singen zu lassen. Cinderella erwacht aus einem Traum über einen jungen Dichter, den sie auf dem Ball kennengelernt hat. Sie bittet ihre Stiefmutter, gehen zu dürfen, aber die Stiefmutter sagt, es gibt einfach kein passendes Kleid für sie.

### Zweiter Akt
Ein paar Tage später streiten sich die Stiefschwestern darüber, wer attraktiver ist. Cinderella hat die letzten Tage damit verbracht, aus den ausrangierten alten Kostümen des Opernhauses ein Kleid zu nähen und zu flicken. Als die Stiefschwestern sie für den Ball angezogen sehen, reißen sie ihr das Kleid vom Leib. Die Stiefmutter sagt Cinderella, dass niemand ein „Bettlermädchen“ wie sie jemals in den königlichen Palast lassen würde. Sie und ihre Töchter fahren zum Ball.
Cinderella versteht zum ersten Mal, wie sehr ihre Stiefmutter und ihre Stiefschwestern sie hassen. Verzweifelt singt sie eine Ballade über ein einsames armes Mädchen, das imaginäre süße Stimmen hört, die sie in die kalte Nacht locken. Sie geht hinaus in die Dunkelheit und sucht die ganze Nacht nach den Stimmen. Schließlich fällt sie erschöpft in den Schnee, nur um die Stimmen in ihr Ohr schreien zu hören: „Geh weg, keine Bettler hier!“. Mit gebrochenem Herzen erfriert das Bettlermädchen.
Währenddessen beobachtet der Prinz von seinem Zimmer im Palast aus, wie die ersten Gäste eintreten. Anstatt sein prächtiges königliches Kleid anzuziehen, beschließt er, ein sehr bescheidenes Gewand zu tragen und unter seiner Maske inkognito zu bleiben.
Die alte Frau kommt im Opernhaus an, um die Schuhe zurückzugeben, und entpuppt sich als die Fee. Sie singt für Cinderella ein Lied über einen Stern namens Hoffnung. Sie zaubert dann ein Ballkleid herbei und verwandelt Cinderellas Schuhe in Glaspantoffeln, sagt Cinderella jedoch, dass sie vor Mitternacht zurück sein muss.

### Dritter Akt
Beim Maskenball fordert ein bescheiden gekleideter junger Mann die Stiefschwestern zum Tanz auf, wird aber rüde abgewiesen: Sie suchen den Prinzen. Cinderella tritt ein. Ihr Pantoffel fällt herunter, und derselbe junge Mann gibt ihn ihr zurück und fordert sie auf, zu tanzen. Während des Tanzes entdecken die beiden, wie sehr sie sich mögen. Der Minister kündigt den Gesangswettbewerb an. Griselda beginnt Cinderellas schöne Melodie zu singen, aber mit den Worten der ärztlichen Verschreibung. Cinderella eilt auf den Balkon hinaus, um ihren Schock zu verbergen, dass die Musik, die sie für das schöne Gedicht aus dem Wald komponiert hatte, gestohlen und mit solch törichten Worten verunstaltet wurde.
Der junge Mann eilt Cinderella zum Balkon hinterher. Sie ist zu schüchtern, um zu erklären, warum sie verärgert ist. Sie sagt ihm, dass sie diese Melodie schon einmal gehört hat, aber mit viel schöneren Worten. Fasziniert bittet der junge Mann Cinderella, das Lied mit den Originaltexten zu singen, die sie gehört hat. Sie singt ihm ihre Melodie mit den Originalworten vor. Jetzt ist der junge Mann schockiert. Nach wiederholten Fragen gibt Cinderella zu, dass sie diejenige war, die die Musik komponiert hat. Der junge Mann offenbart, dass er der Autor der Worte ist. Er nimmt seine Maske ab und stellt sich als Prinz Theodor vor. Cinderella ist entsetzt, als sie feststellt, dass ihr neu gefundener Freund in Wirklichkeit ein Prinz ist. Sicherlich würde er sich niemals dazu herablassen, mit einem Mädchen wie ihr, einer bloßen Bettlerin, in Verbindung gebracht zu werden. Plötzlich schlägt die Uhr zwölf und Cinderella begreift, dass sie gehen muss. Der Prinz kann nicht verstehen, warum sie so schnell gehen will. Zu verängstigt, um ihren niedrigen Status zu offenbaren, antwortet sie rätselhaft, indem sie das Ende ihrer traurigen Ballade über das arme Mädchen singt, das auf der Suche nach liebevollen Stimmen in den Schnee ging und zu Tode erfror, als diese Stimmen sie als Bettlerin verspotteten.

### Vierter Akt
Am nächsten Morgen hat der Prinz die ganze Nacht nicht geschlafen. Er geht auf und ab und versucht zu verstehen, warum das mysteriöse Mädchen gehen musste. Er wird von der traurigen Ballade verfolgt, die sie auf der Flucht sang, und ist überzeugt, dass dies die Erklärung für ihre plötzliche Flucht ist. Aber er erinnert sich nur an die ersten Töne und kann sich nicht erinnern, wie es weiterging.
Der König kommt herein und fragt den Prinzen fröhlich nach dem Mädchen, mit dem er getanzt hat. Der König ist nicht erfreut darüber, dass der Prinz nichts über ihre Herkunft und ihren Status weiß und dass er nicht einmal ihren Namen kennt. Als der Prinz darauf besteht, dass er nur sie heiraten will, verliert der König die Geduld und sagt ihm, dass er sie innerhalb eines Tages finden muss. Der Minister versucht dem Prinzen zu helfen, und während ihres Gesprächs erkennt der Prinz, wie er das Mädchen finden kann: Er hat ihr Gesicht nicht gesehen, aber er hat ihre Melodie gehört. Er wird zu jedem Haus im Königreich gehen und die ersten Töne des Liedes singen, an das er sich erinnert, und nur das Mädchen, das er sucht, wird wissen, wie das Lied weitergeht.
Die Stiefschwestern sind derweil schlecht gelaunt, weil es ihnen nicht gelang, den Prinzen auf dem Ball zu finden. Die Stiefmutter vermutet, dass das mysteriöse Mädchen auf dem Ball Cinderella war, und sperrt sie in den Keller. Der Prinz ist verzweifelt. Er hat überall gesucht, in jeder Ecke des Königreichs, aber niemand konnte das Lied fortsetzen. Im Wald trifft er auf die Fee, die ihm ihr Lied über den besonderen Stern namens Hoffnung vorsingt. Der Stern wird den Prinzen zu dem einen Haus am Stadtrand leiten, das er noch nicht ausprobiert hat. Der Prinz kommt im Opernhaus an und bittet Griselda und Zibaldona, das Lied zu vervollständigen. Er will gerade gehen, als er aus dem Keller leise die Melodie von Cinderellas Ballade hört. Er drängt sich an der Stiefmutter und den Stiefschwestern vorbei und befreit Cinderella aus dem Keller.
Der Prinz und Cinderella heiraten in der königlichen Kapelle und leben glücklich bis ans Ende ihrer Tage.

## Orchester
Alle Angaben aus der Aufführung im San Jose’s California Theatre 2017 unter der Dirigentin Jane Glover.
- Holzbläser: zwei Oboen, ein Englischhorn, zwei Klarinetten, zwei Fagotte
- Blechbläser: drei Hörner, zwei Trompeten
- Schlagzeug (ein Spieler)
- Streicher: siebzehn Violinen, sechs Bratschen, vier Violoncelli, zwei Kontrabässe
- Alma Deutscher spielt selbst Orgel in der Schlussszene

## Diverses
Alma Deutscher selbst tritt als Solistin für Geige, Klavier und Orgel auf. Ihre kleine Schwester Helen spielt das Blumenmädchen in der Hochzeitsszene. 2022 dirigierte sie selbst ihre Oper am California Theatre in San José.
Die Stelle „Cinderella unterhielt ihren Vater oft, indem sie ihm die wunderschönen Melodien vorsang, die ihr in den Sinn kamen.“ ist eine Anspielung auf die Art, wie Alma Deutscher als kleines Kind Melodien erfand, auf die Frage, woher ihre Melodien kommen, antwortete sie: „Sie kommen einfach“.
Die Autorin hat kleine lustige Episoden eingebaut:
- Der Prinz deklamiert „To write poems or not to write poems, that is not the question“ (‚Dichten oder nicht Dichten, dass ist nicht die Frage‘) im zweiten Akt, nach Shakespeare.
- Das Blumenmädchen tritt der bösen Schwiegermutter in der Hochzeitsszene auf den Zeh.

Auch in der Version von 2022, die sie selbst dirigierte, gibt es lustige Szenen:
- Ms Deutscher singt selbst lauthals bei der Nationalhymne zur Eröffnung des Balls mit[9]
- Der „Nationaltanz“ im Ball heißt Almoise, dies ist ein Stück aus ihrem Album Alma's Piano Songs.[11]